# Финансовые преступления
Финансовые преступления — общественно опасные деяния, посягающие на финансово-экономические отношения, урегулированные нормами финансового (в том числе налогового, валютного) права, по формированию, распределению, перераспределению и использованию фондов денежных средств (финансовых ресурсов государства), органов местного самоуправления, иных хозяйствующих субъектов.

## Объект финансовых преступлений
Объектом финансовых преступлений в сфере выступает правопорядок, как определенная система общественных отношений, введённых в рамки порядка, предусмотренного нормами регулятивного (финансового) права. Содержанием правопорядка является правомерное поведение, деятельность субъектов хозяйственных отношений.
В соответствии с нормами права, в расследовании финансовых посягательств и преступлений используют общие приемы и методы.
Финансовые преступления можно разделить на преступления в сфере безналичного обращения, преступления в сфере обращения ценных бумаг и производных финансовых инструментов. В связи с массовым осуществлением деятельности при помощи современных цифровых программных средств субъектами финансовой деятельности, многие преступления совершаются посредством неправомерного доступа к информации и воздействия на электронные базы и цифровые документы, в том числе и с пользованием вирусных программ.
Объективная сторона преступления характеризует его внешнюю сторону, внешнее проявление, которое происходит в объективной реальности и выражается в общественно опасном деянии. Объективная сторона всякого преступления означает отрицательное воздействие общественно опасного деяния на охраняемые уголовным законом общественные отношения, блага и ценности и сопровождается причинением вреда этим объектам либо созданием угрозы причинения им вреда.

## Финансовые преступления в Российской Федерации
Принятие Уголовного Кодекса РФ в 1996 году существенно расширило возможности по решению и урегулированию вопросов в области финансового права и финансовых преступлений.
22 глава Уголовного Кодекса РФ регламентирует основные права и обязанности граждан в сфере экономической деятельности. В ней также установлены основные нормы законной предпринимательской деятельности.
К числу финансовых преступлений относятся следующие посягательства:
- Преступления в сфере безналичного денежного обращения и в сфере обращения ценных бумаг и производных финансовых инструментов;
- ст. 172 «Незаконная банковская деятельность»;
- ст. 174 и ст. 174.1 УК РФ «Легализация (отмывание) денежных средств и иного имущества, приобретенных преступным путем»;
- ст. 176 «Незаконное получение кредита»;
- ст. 193 «Невозвращение из-за границы средств в иностранной валюте»;
- ст. 170.1 «Фальсификация единого государственного реестра юридических лиц, реестра владельцев ценных бумаг или системы депозитарного учета»;
- ст. 185.1 «Злостное уклонение от раскрытия или предоставления информации , определенной законодательством РФ о ценных бумагах»;
- ст. 185.2 «Нарушение порядка учета прав на ценные бумаги»;
- ст. 185.3 «Манипулирование рынком»;
- ст. 185.6 «Неправомерное использование инсайдерской информации»[2].

## Финансовые преступления в США
Приказом министра финансов от 25 апреля 1990 года была создана сеть по борьбе с финансовыми преступлениями . Основной задачей данной организации является борьба с (легализацией) отмыванием денег, финансированием терроризма и финансовыми преступлениями.
Одними из основных направлений финансовых преступлений в США в 2020 году стали:
- налоговые мошенничества, связанные с COVID-19;
- киберпреступления с упором на виртуальные и криптовалюты;
- традиционные налоговые расследования;
- международное налогообложение;
- налог на трудоустройство;
- мошенничество с возвратом средств;
- кража личных данных, связанная с налогами.

## Виды финансовых преступлений
Российский ученый-юрист Б. В. Волженкин выделяет следующие группы преступлений в сфере финансов:
- Преступления, нарушающие общие принципы установленного порядка осуществления предпринимательской и иной экономической деятельности: незаконная банковская деятельность — ст. 172; легализация отмывания денежных средств или иного имущества, приобретенных преступным путём иными лицами — ст. 174.
- Преступления против интересов кредиторов: незаконное получение кредита — ст. 176; злостное уклонение от погашения кредиторской задолженности — ст. 177; неправомерные действия при банкротстве — ст. 195.
- Преступления, связанные с проявлением монополизма и недобросовестной конкуренции; незаконные получение и разглашение сведений, составляющих коммерческую или банковскую тайну, — ст. 183.
- Преступления, нарушающие установленный порядок обращения денег и ценных бумаг: злоупотребления при выпуске ценных бумаг (эмиссии) — ст. 185; изготовление, хранение, перевозка или сбыт поддельных денег или ценных бумаг — ст. 186; неправомерный оборот средств платежей — ст. 187.
- Преступления против установленного порядка внешнеэкономической деятельности (таможенные преступления); уклонение от уплаты таможенных платежей, взимаемых с организации или физического лица, — ст. 194.
- Преступления против установленного порядка обращения валютных ценностей (валютные преступления): незаконный оборот драгоценных металлов, природных драгоценных камней или жемчуга — ст. 191; нарушение правил сдачи государству драгоценных металлов и драгоценных камней — ст. 192.
- Преступления против установленного порядка уплаты налогов и страховых взносов в государственные внебюджетные фонды (налоговые преступления): уклонение физического лица от уплаты налога или страхового взноса в государственные внебюджетные фонды — ст. 198; уклонение от уплаты налогов или страховых взносов в государственные внебюджетные фонды с организацией — ст. 199.
- Преступления против прав и интересов потребителей: нарушение правил изготовления и использования государственных пробирных клейм — ст. 181.